# Donald Dewar
Donald Dewar Skócia első kormányfője (első miniszter), 1999–2000 fordulóján. Agyvérzésben hunyt el. Dewarra az utókor, mint a skót decentralizáció, azaz Skócia autonómiájának fő szószólója tekint.[forrás?] Dewar 1966-ban lett parlamenti képviselő a Munkáspárt színeiben. 1970-ben ugyan elvesztette mandátumát, de 1978-ban ismét megválasztották Glasgow Garscadden választókerületében. 1997-1999 között Tony Blair brit miniszterelnök Skóciáért felelős államtitkára volt. Nevéhez fűződik az 1997-es skót népszavazás kiírása.

## Gyermek- és ifjúkora
1937-ben született Glasgow-ban. Apja bőrgyógyász volt, korábban pedig háziorvos. Szülei gyermekkorukban rossz egészségi állapotban voltak: apja tuberkulózisban, anyja jóindulatú agydaganatban szenvedett, amikor Donald fiatal volt. 1957-től jogot tanult a Glasgow-i Egyetemen. Dewar az egyetemen több skót politikussal találkozott: John Smith-szel, a későbbi munkáspárti vezetővel, Sir Menzies Campbell liberáldemokrata politikussal és Derry Irvine-nal. Az érettségi, majd a jogi egyetem után egy ügyvéd mellett, majd később önálló ügyvédként dolgozott Glasgowban, mielőtt politikus lett.

## Politikusi karrierje a skót autonómia előtt (1964–1997)

### Első miniszterként
Donald Dewar rengeteget tett egy az Egyesült Királyság decentralizációjáról, azaz a devolúciós törekvésekről szóló skóciai népszavazás kiírásáért, amelyre végül 1997-ben került sor. Az 1997-es Egyesült Királyságbeli választásokat követően Tony Blair kormányában Skóciáért felelős államtitkár lett. Nevéhez fűződik a Scotland Act elfogadása, amely 300 év után újra létrehozta Skócia nemzetgyűlését. A skót parlamenti választásokon legfőbb ellenfele a Skót Nemzeti Párt, illetve annak jelöltje, Alex Salmond volt. A Skót Parlament első választását végül is a Munkáspárt nyerte meg, majd a parlament megválasztotta a Munkáspárt skóciai elnökét, Donald Dewart Skócia első kormányfőjévé. Bár a Munkáspárt több mandátumot szerzett, mint a többi párt (tehát a relatív többséget megszerezték), de nem volt meg a parlamenti abszolút többségük, ezért tárgyalások után a Munkáspárt koalíciót kötött a Liberális Demokratákkal Skóciában. Így tehát a legelső skót kormány egyben az első koalíciós skót kormány is volt.
1999. május 17-én II. Erzsébet brit királynő ünnepélyes keretek között kinevezte Donald Dewart Skócia első miniszterévé. 
1999. június 16-án elfogadták a Dewar-kormány programját, amely tartalmazott egy oktatási reformokról szóló törvénytervezetet, amely javítja a skót iskolarendszert; a vidékfejlesztési programot, a feudális földbirtoklási rendszer eltörléséről szóló tervet és nemzeti parkok Skóciában való kialakításának tervét.

## Halála és temetése
2000 áprilisában Dewar kórházba került. Májusban szívbillentyű műtétje volt, a Parlament pedig kénytelen volt felfüggeszteni Dewar kormányzását. Ideiglenesen Jim Wallace lett Skócia megbízott első minisztere. 2000 augusztusában visszatért dolgozni. Szeptemberben részt vett a Munkáspárt kongresszusán. 2000. október 10-én Dewar eszméletét vesztette és agyvérzést kapott. Bár kezdetben úgy gondolták, rendbe fog jönni, állapota hirtelen vált kritikussá. 2000. október 11-én elhunyt. 2000. október 18-án elhamvasztották és hamvait szétszórták.

## Megítélése
Napjainkban Donald Dewart mint a skótok atyját ismerik, aki mint a skót autonómia kivívója jelentős szerepet töltött be a modern kori skót történelemben.[forrás?]

## Magánélete
1964-ben feleségül vette Alison Mary McNairt, akitől két gyermeke született: egy lánya, Marion és egy fia, Ian. 1973-ban McNair és Dewar elváltak.

## Fordítás
Ez a szócikk részben vagy egészben  a   Donald Dewar című angol Wikipédia-szócikk fordításán alapul.  Az eredeti cikk szerkesztőit annak laptörténete sorolja fel. Ez a jelzés csupán a megfogalmazás eredetét és a szerzői jogokat jelzi, nem szolgál a cikkben szereplő információk forrásmegjelöléseként.